# Propstei Vorsfelde

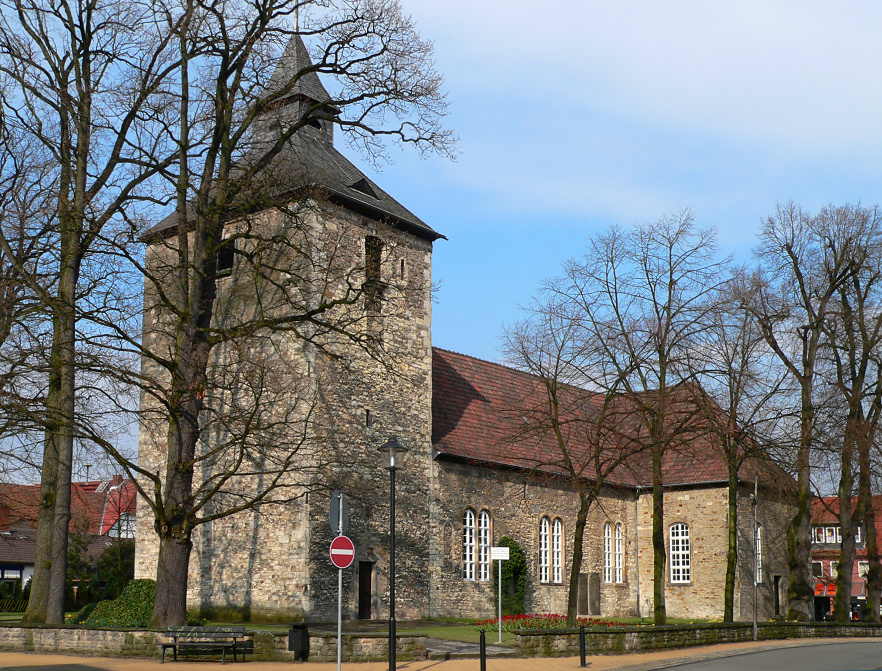
Hauptkirche St. Petrus in Vorsfelde

Die Propstei Vorsfelde mit Sitz in Wolfsburg-Vorsfelde ist einer von 12 Unterbezirken der Evangelisch-lutherischen Landeskirche in Braunschweig.

## Geschichte
Die Propstei Vorsfelde geht auf die im Jahr 1746 in Vorsfelde eingerichtete kirchliche Superintendentur zurück. Zuvor hatte seit dem Mittelalter das auf der Wolfsburg sitzende Geschlecht derer von Bartensleben in Vorsfelde und des Vorsfelder Werders das Kirchenpatronat inne. Die Adelsfamilie war eng mit Vorsfelde verbunden, da die St.-Petrus-Kirche seit 1475 Patronatskirche und im 16. Jahrhundert zeitweise ihre Grablege war. Nach dem Erlöschen ihres Geschlechts durch Tod des letzten männlichen Vertreters Gebhard Werner von Bartensleben im Jahr 1742 fiel das Lehen über Vorsfelde und den Werder und damit auch das Kirchenpatronat an das Fürstentum Braunschweig-Wolfenbüttel heim. Daraus entstand das Amt Vorsfelde.
1746 richtete der Braunschweiger Herzogs Karl I. eine kirchliche Superintendentur in Vorsfelde ein, indem er die Superintendentur Königslutter teilte. Zur neuen Inspektion in Vorsfelde gehörten die Orte Bahrdorf, Calvörde, Grafhorst, Groß Twülpstedt, Saalsdorf, Velpke, Volkmarsdorf, Vorsfelde und Uthmöden. Eine erste Maßnahme der Vorsfelder Superintendentur war auf Anordnung von Herzog Karl I. die Erweiterung der St.-Petrus-Kirche. Sie erfolgte in den Jahren 1749 bis 1751 und bestand unter anderem im Bau eines Querschiffs zur Erhöhung der Sitzplatzzahl auf 800.

## Propstei und Propst
Die Propstei Vorsfelde hat 16 Kirchengemeinden mit rund 20.000 Gemeindegliedern (Stand 2023). Es bestehen 13,25 Gemeindepfarrstellen (Anmerkung: 1/4 Pfarrstelle bedeutet, dass der Pfarrer einer Gemeinde mit 25 % seiner ansonsten verfügbaren Zeit einer Gemeinde zur Verfügung steht). Die geistliche Leitung der Propstei hat seit 2016 Ulrich Lincoln inne. Der Amtssitz ist Wolfsburg-Vorsfelde. Dort befinden sich die Propsteiverwaltung und das Zentrum des von der Propsteisynode gewählten, vier Mitglieder zählenden Propsteivorstandes, an dessen Spitze der Propst und sein Stellvertreter stehen.
Die Propsteiverwaltung befindet sich in Vorsfelde gegenüber der St.-Petrus-Kirche. Ursprünglich war sie dort in einem Pfarrhaus aus dem 17. Jahrhundert untergebracht. Seit 1746 hatte der Superintendent darin seinen Wohnsitz. Nachdem das Gebäude baufällig geworden war, entstand an der Stelle zwischen 1798 und 1801 ein Neubau, in dem die Propstei noch heute ihren Sitz hat.

## Propsteigebiet

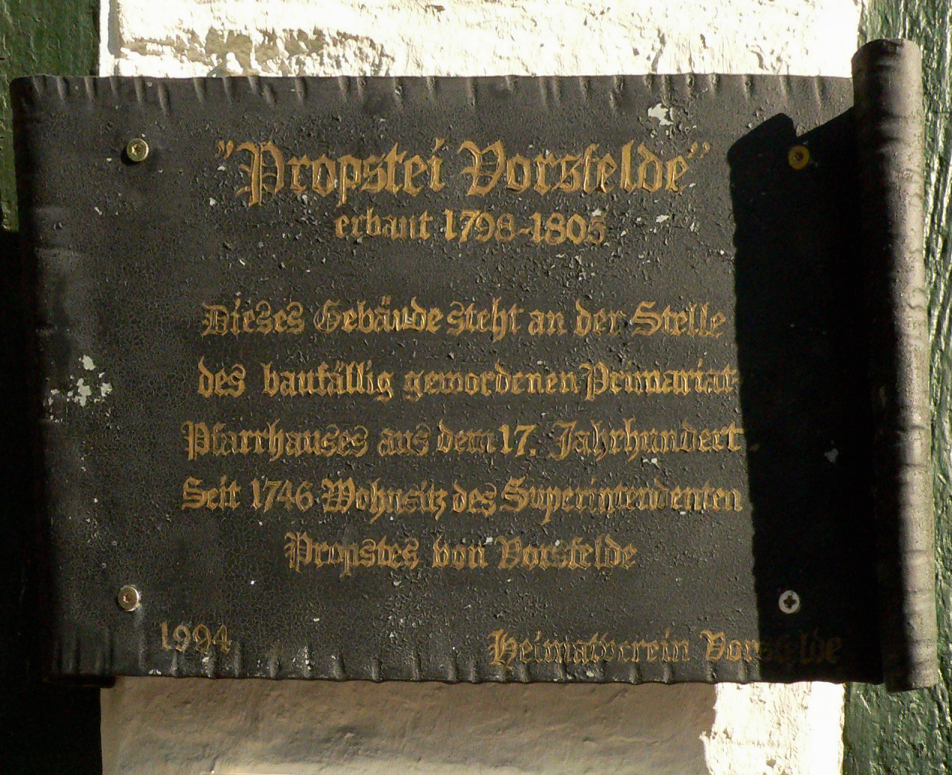
Informationstafel am Propsteigebäude in Vorsfelde

Die Propstei Vorsfelde liegt größtenteils im Land Niedersachsen und zu einem kleineren Teil im Land Sachsen-Anhalt.
Zu ihr gehört historisch bedingt eine Exklave im Gebiet um Calvörde (Landkreis Börde), da dieses Gebiet seit 1571 zum Amt Calvörde und damit zum Fürstentum Braunschweig-Wolfenbüttel einschließlich der Nachfolgestaaten gehörte. Diese Zugehörigkeit wurde nach dem Zweiten Weltkrieg unterbrochen und das Gebiet kam kirchlich erst 1992 nach der deutschen Wiedervereinigung wieder an die Propstei zurück. Das Propsteigebiet ist im nördlichen Bereich etwa deckungsgleich mit der historischen Landschaft des Vorsfelder Werders und mit dem Gebiet des Amtes Vorsfelde. Die Propstei liegt am nordöstlichen Rand der Braunschweigischen Landeskirche. Sie grenzt im Süden an die Propstei Helmstedt an. Zur Propstei gehören 42 Orte, die in der kreisfreien Stadt Wolfsburg und in den Landkreisen Gifhorn, Helmstedt, Börde und Altmarkkreis Salzwedel liegen. Etwa die Hälfte der Kirchenmitglieder wohnt im Bereich der Stadt Wolfsburg.

## Propsteisynode
Oberstes Beschlussorgan der Propstei ist die alle sechs Jahre zu wählende Propsteisynode. In diese Synode entsenden die Kirchengemeinden 30 Delegierte, die um vier berufene Mitglieder sowie die Mitglieder kraft Amtes (Propst und Stellvertreter) ergänzt werden.

## Kirchengemeinden
| Pfarrverband Am Drömling - Brackstedt - St. Johannes Kästorf mit Warmenau - Christuskirche zu Parsau mit Ahnebeck und Bergfeld - St. Markus Reislingen-Neuhaus - Rühen-Brechtorf-Eischott - Martin-Luther-Kirche Velstove - Johannes Vorsfelde - St. Petrus/Heiliggeist Vorsfelde (mit Wendschott) | Pfarrverband Aller - Katharinengemeinde in Bahrdorf (mit Meinkot, Saalsdorf und Wahrstedt) - Kreuzkirche/Elisabethkirche Danndorf-Grafhorst - St. Maria St. Cyriakus Groß Twülpstedt (mit Rickensdorf) - St. Servatius und St. Nicolai (Nordsteimke und Volkmarsdorf) - Papenrode - St. Andreas Velpke (mit Mackendorf) | Pfarrverband Calvörde - St. Andreas (Elsebeck-Berenbrock, Jeseritz und Parleib) - St. Georg Calvörde - Trinitatisgemeinde (Uthmöden und Zobbenitz-Dorst) |

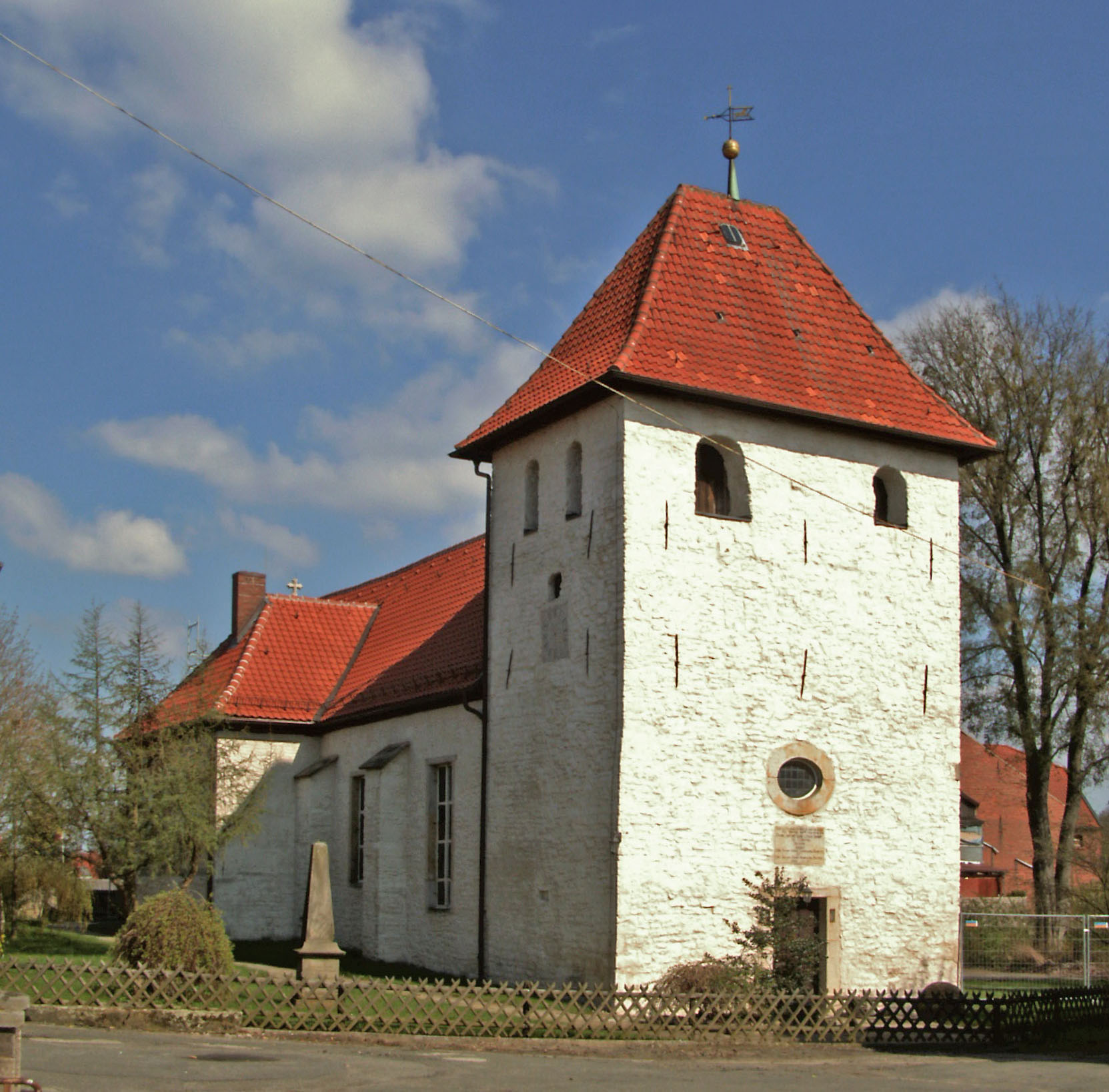
St.-Stephanus-Kirche, Bahrdorf
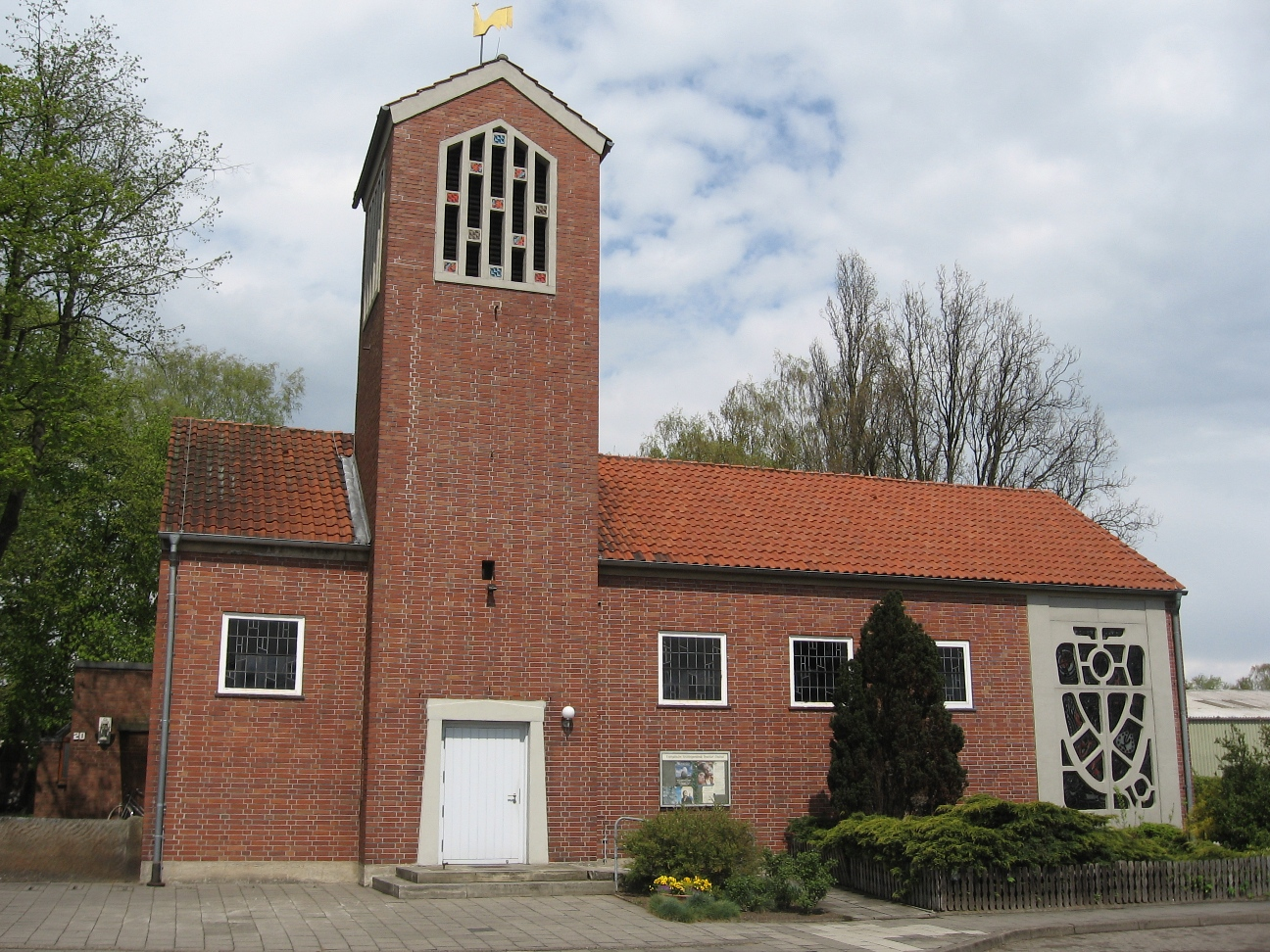
St.-Markus-Kirche, Brechtorf
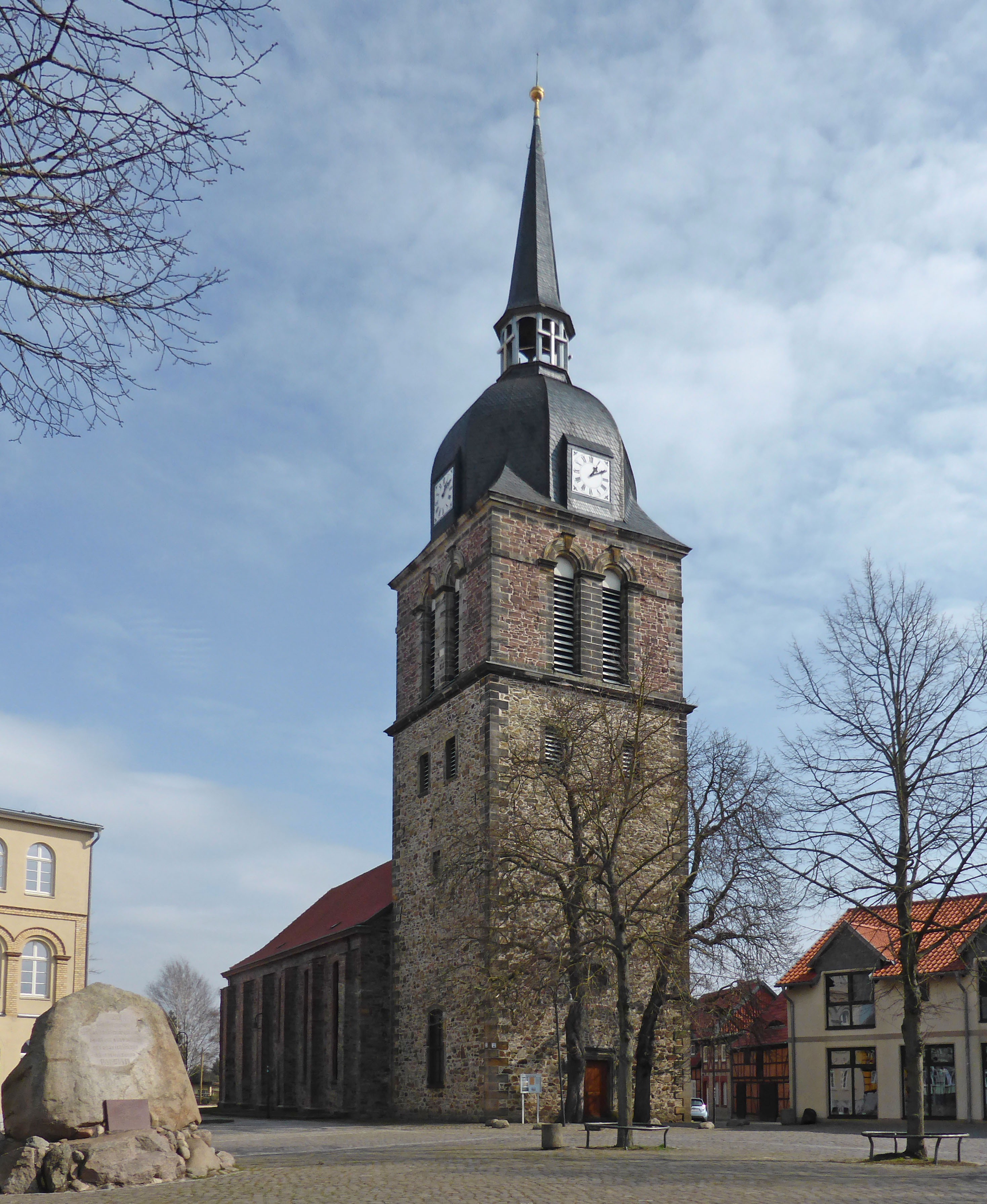
St.-Georgs-Kirche, Calvörde
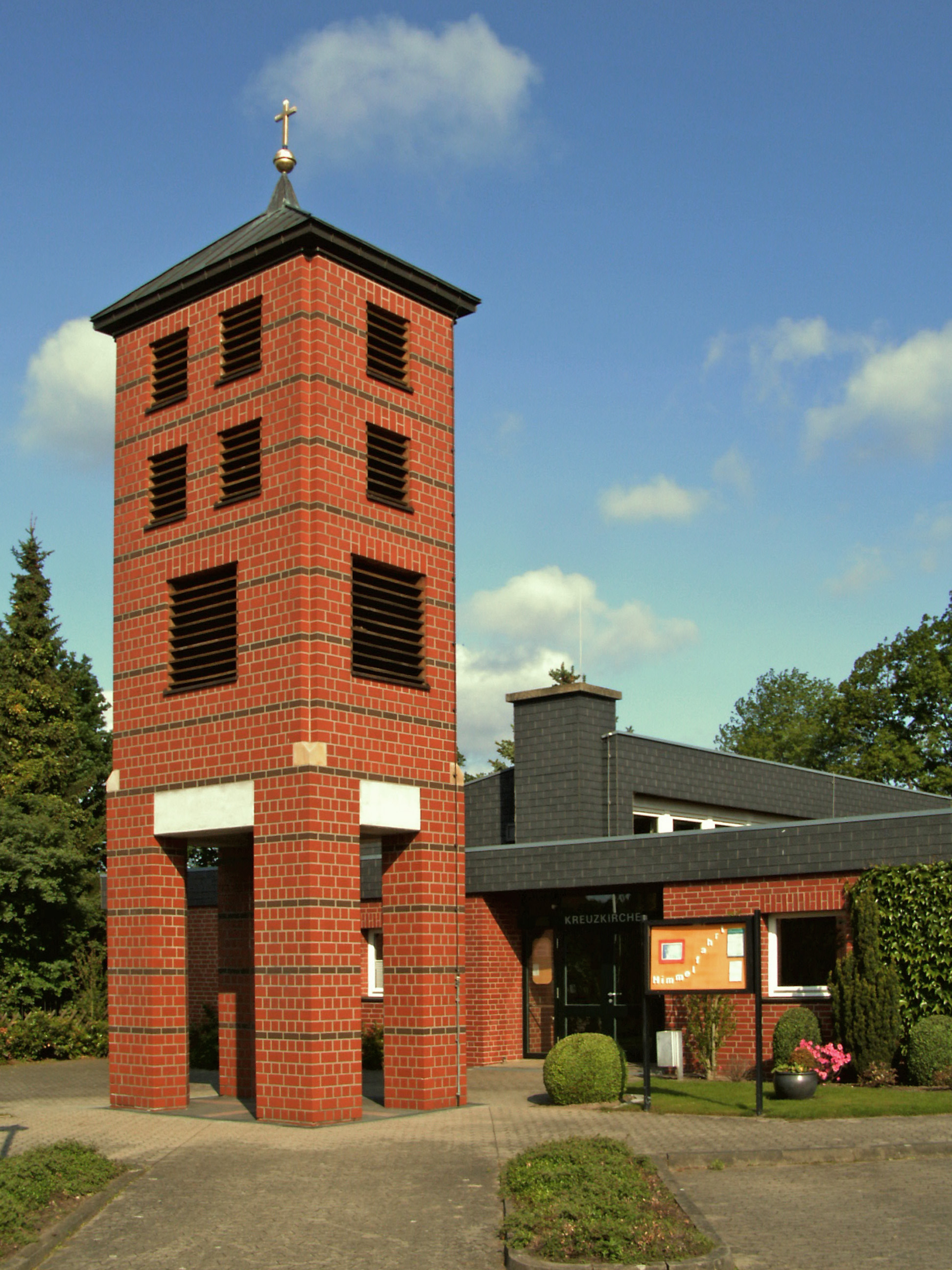
Kreuzkirche, Danndorf
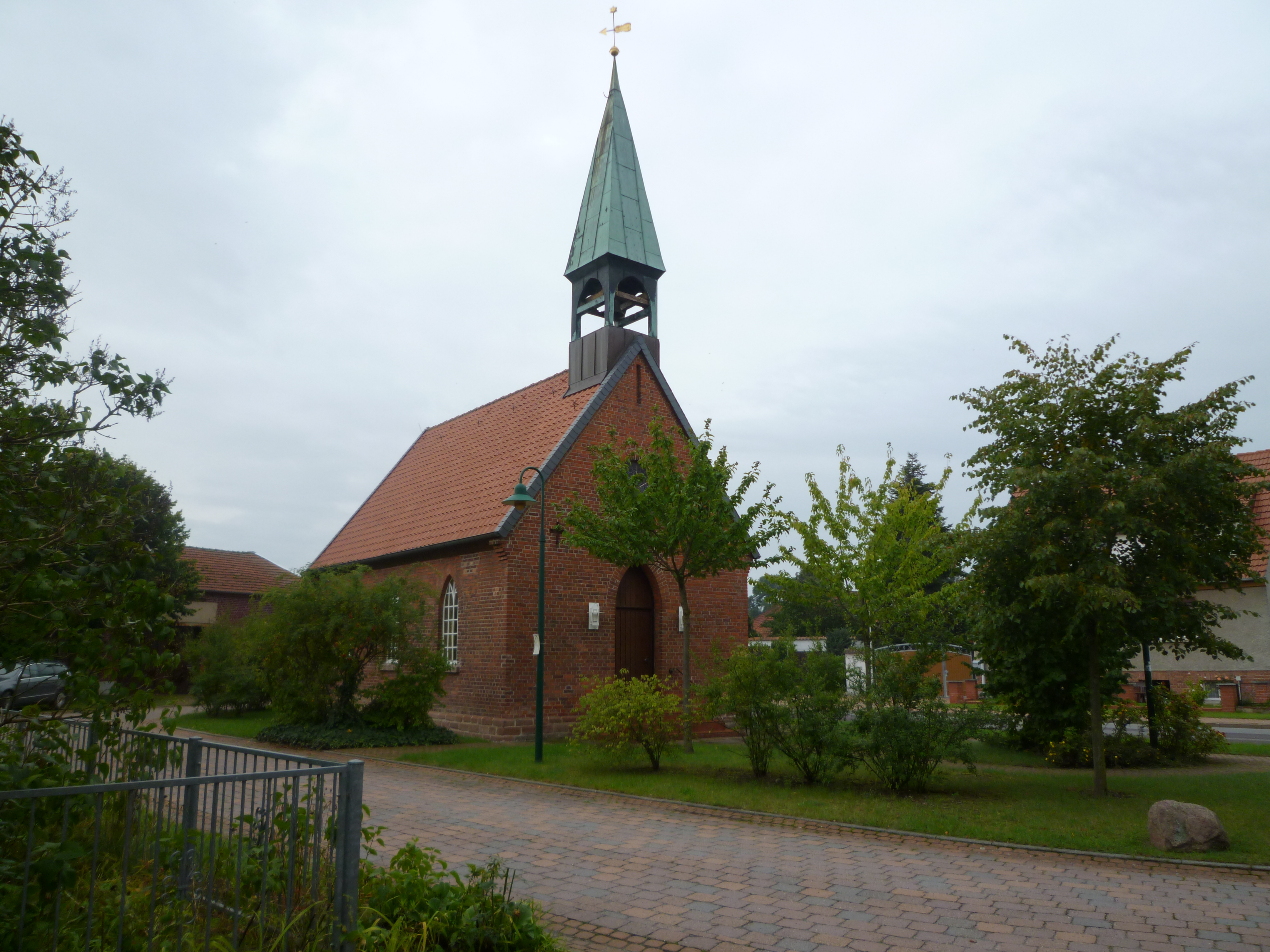
Dorfkirche, Elsebeck
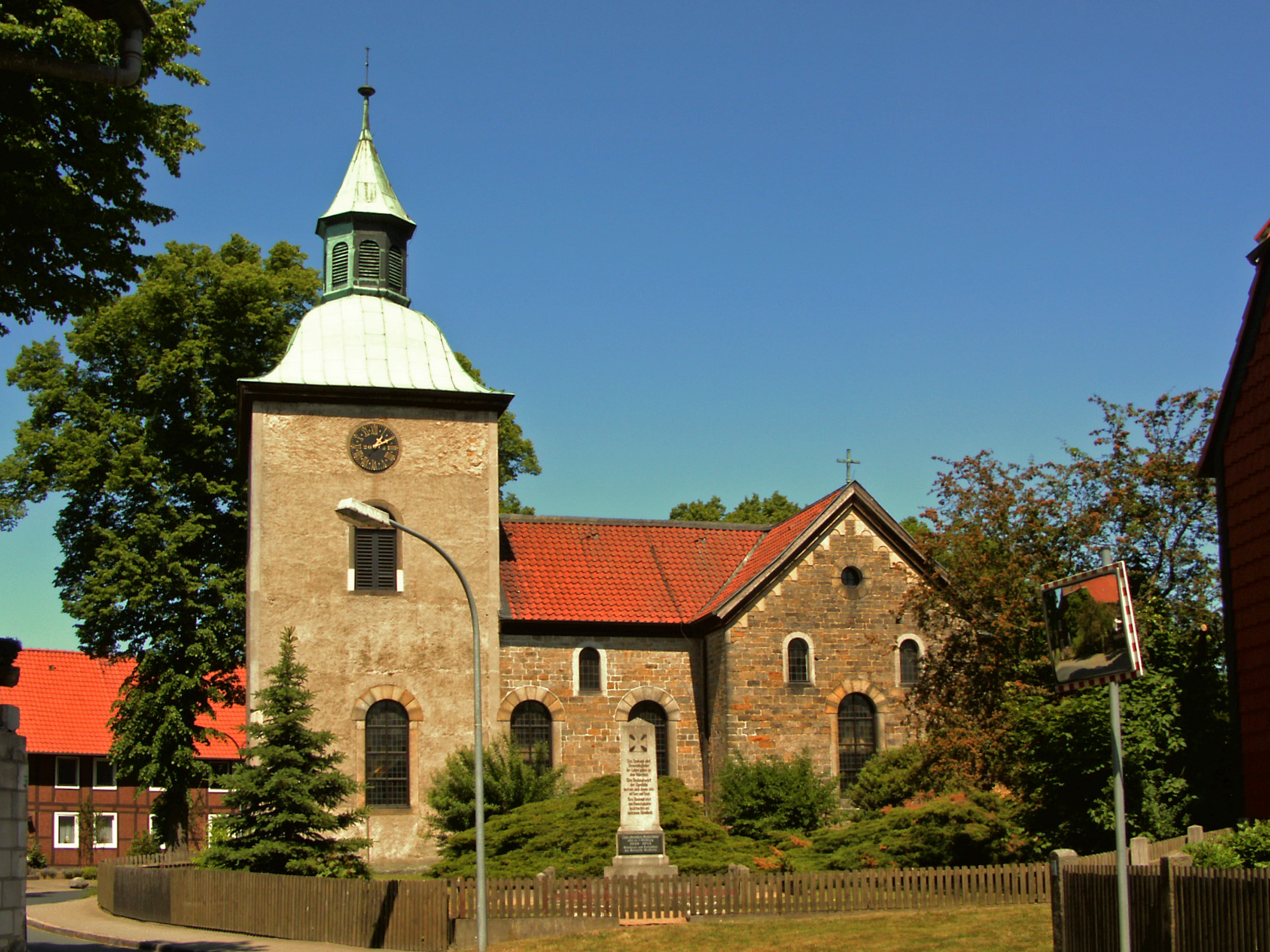
Elisabethkirche, Grafhorst
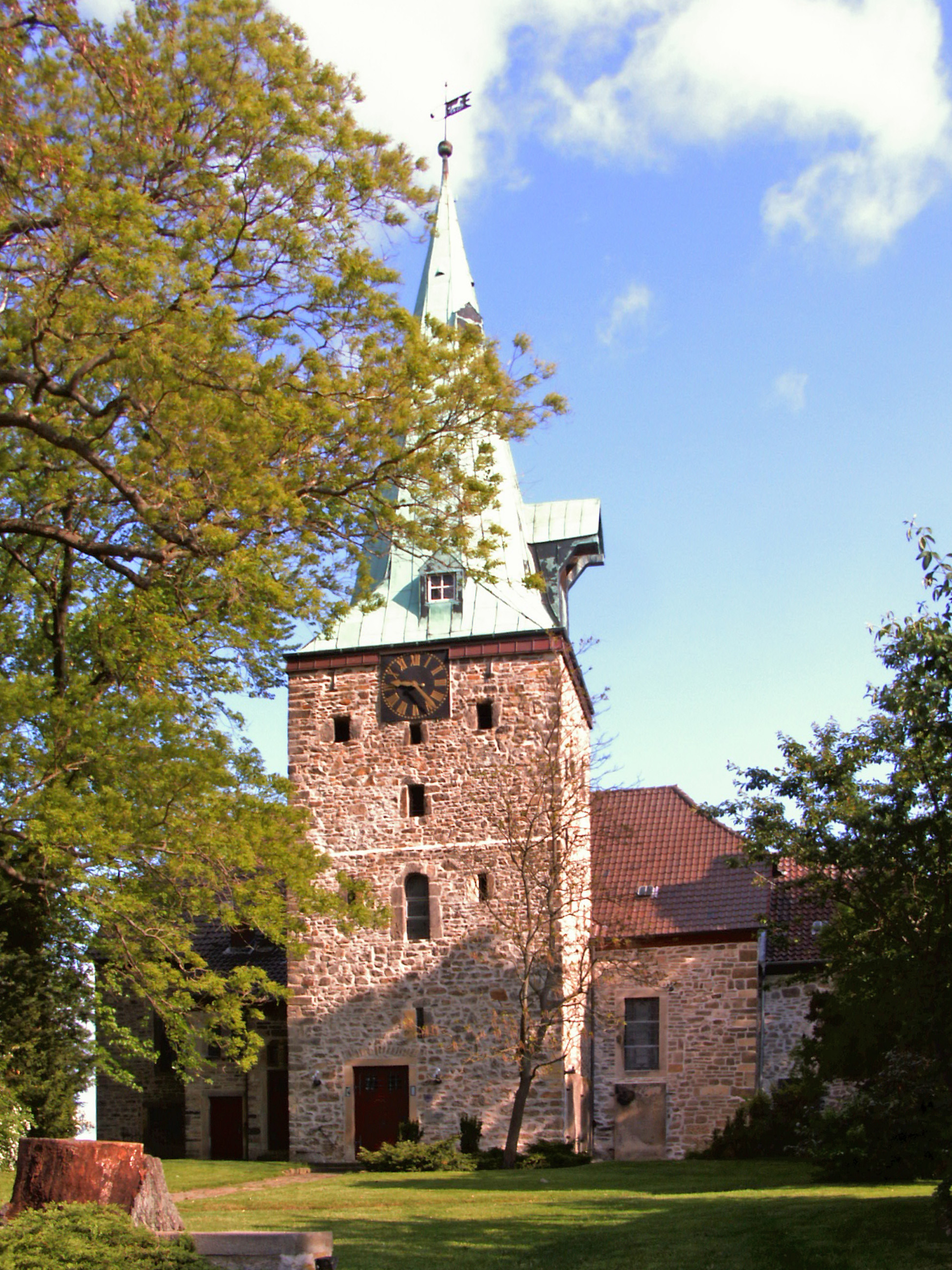
St.-Maria-St.-Cyriakus-Kirche, Groß Twülpstedt
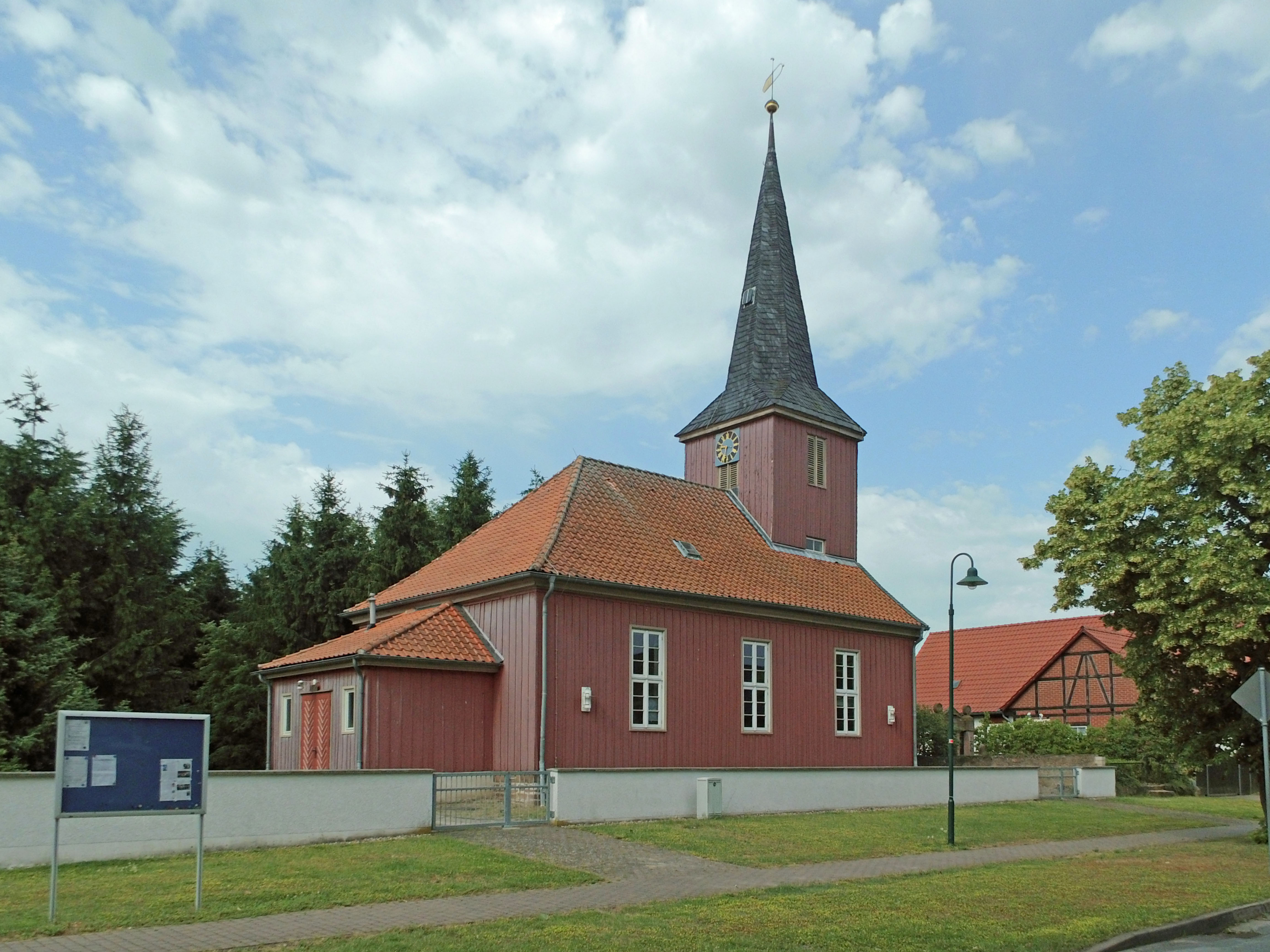
Dorfkirche, Jeseritz
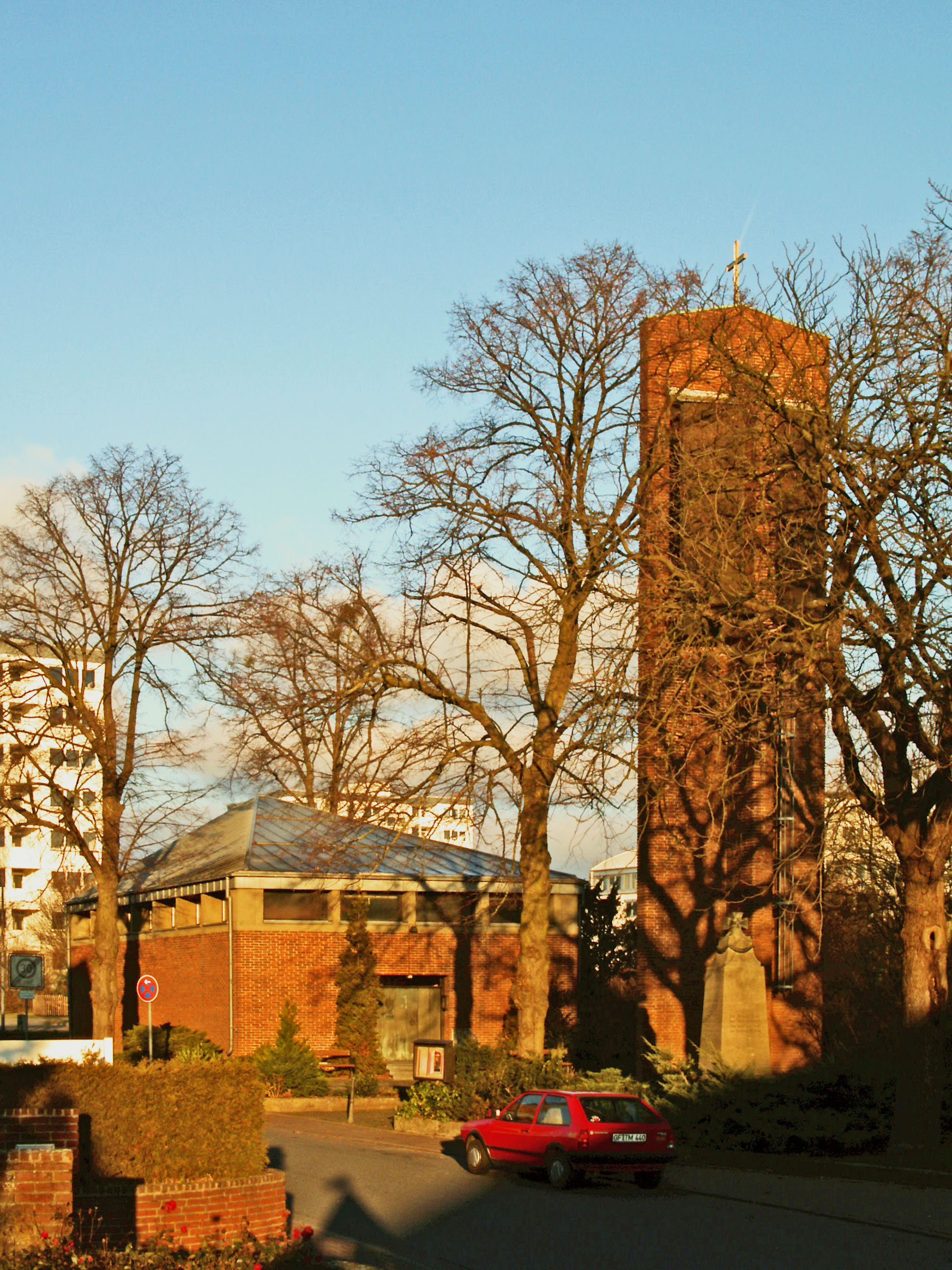
St.-Johannes-Kirche, Kästorf
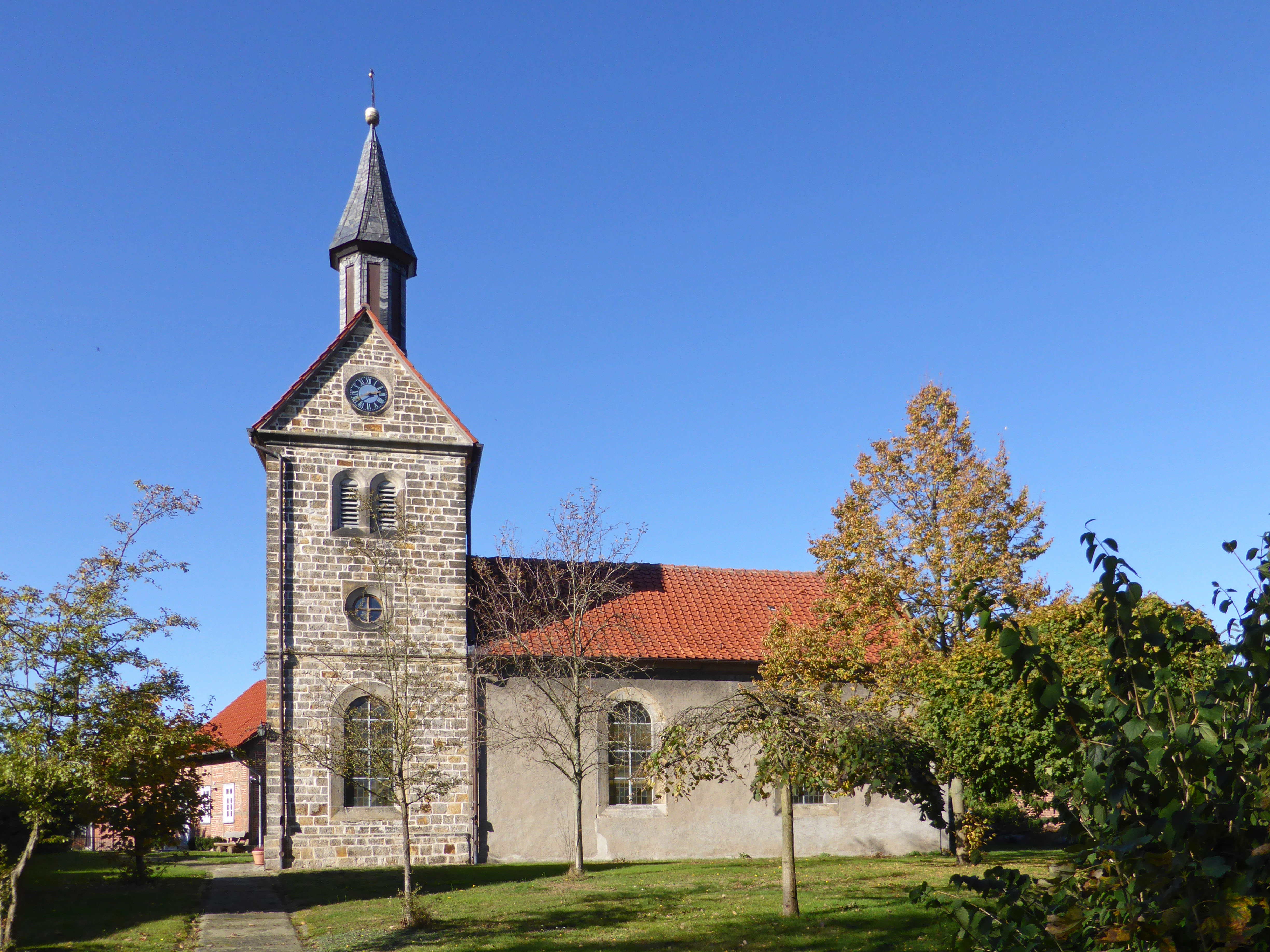
Christuskirche, Mackendorf
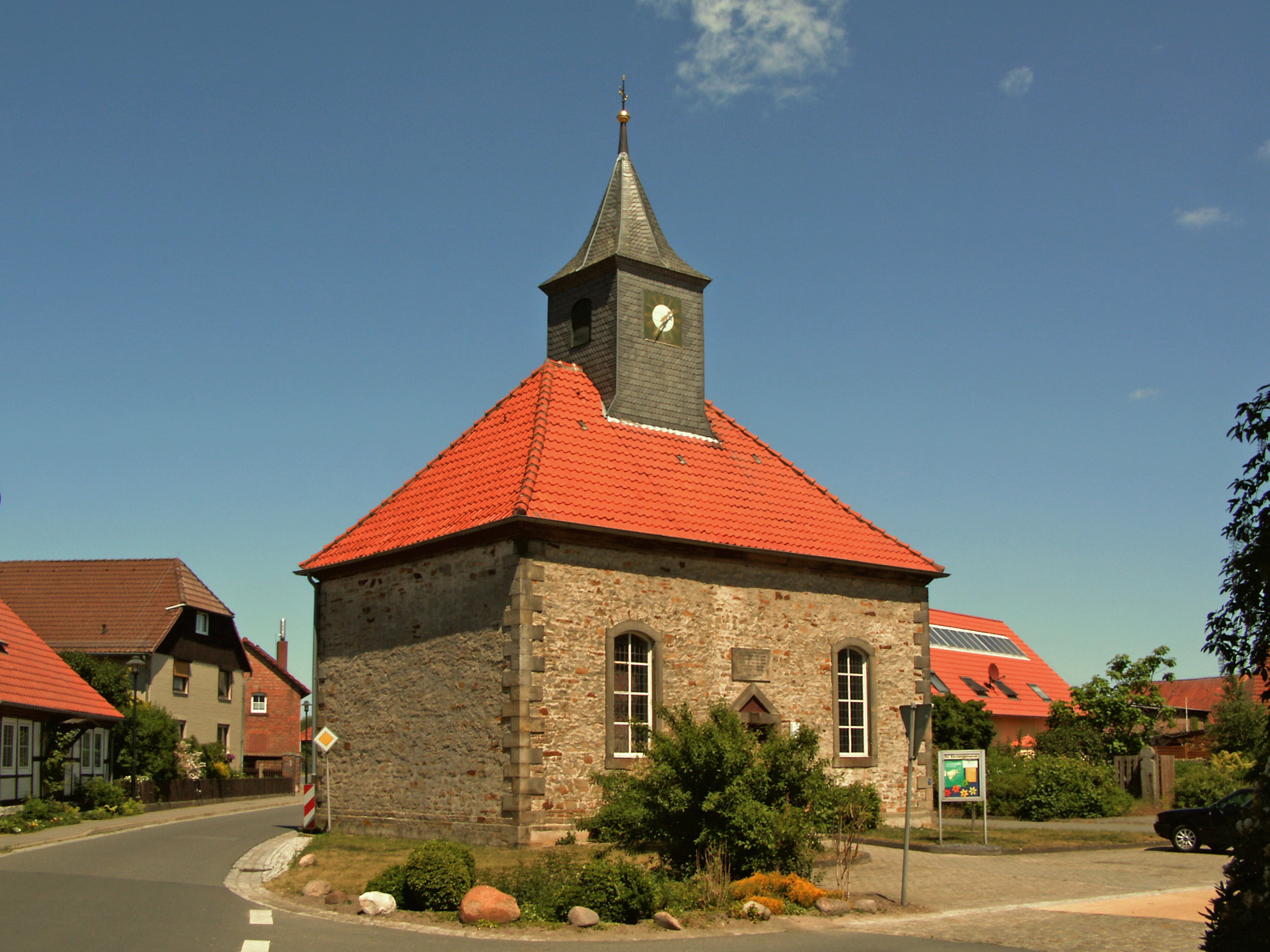
St.-Laurentius-Kirche, Meinkot
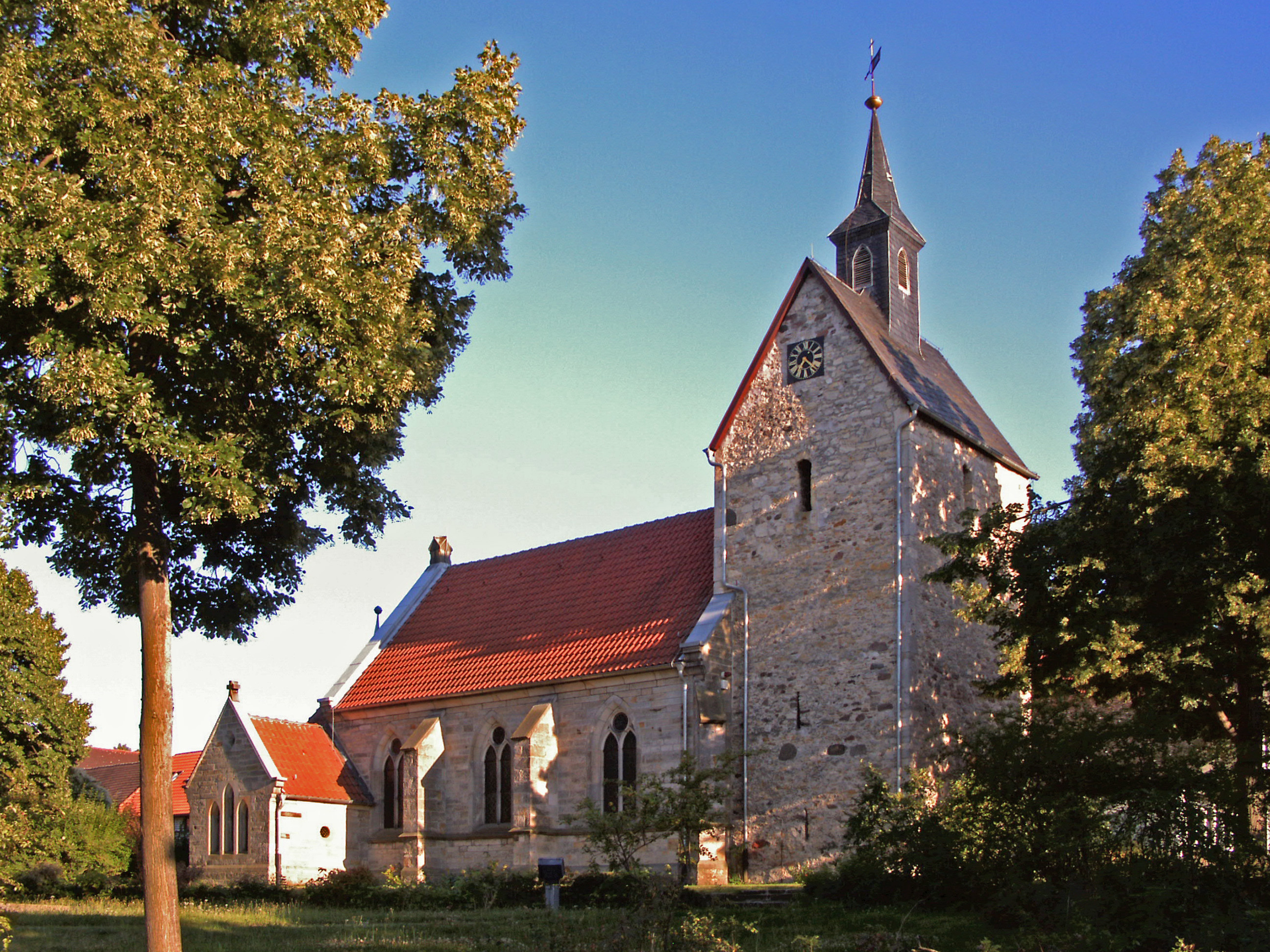
St.-Nicolai-Kirche, Nordsteimke
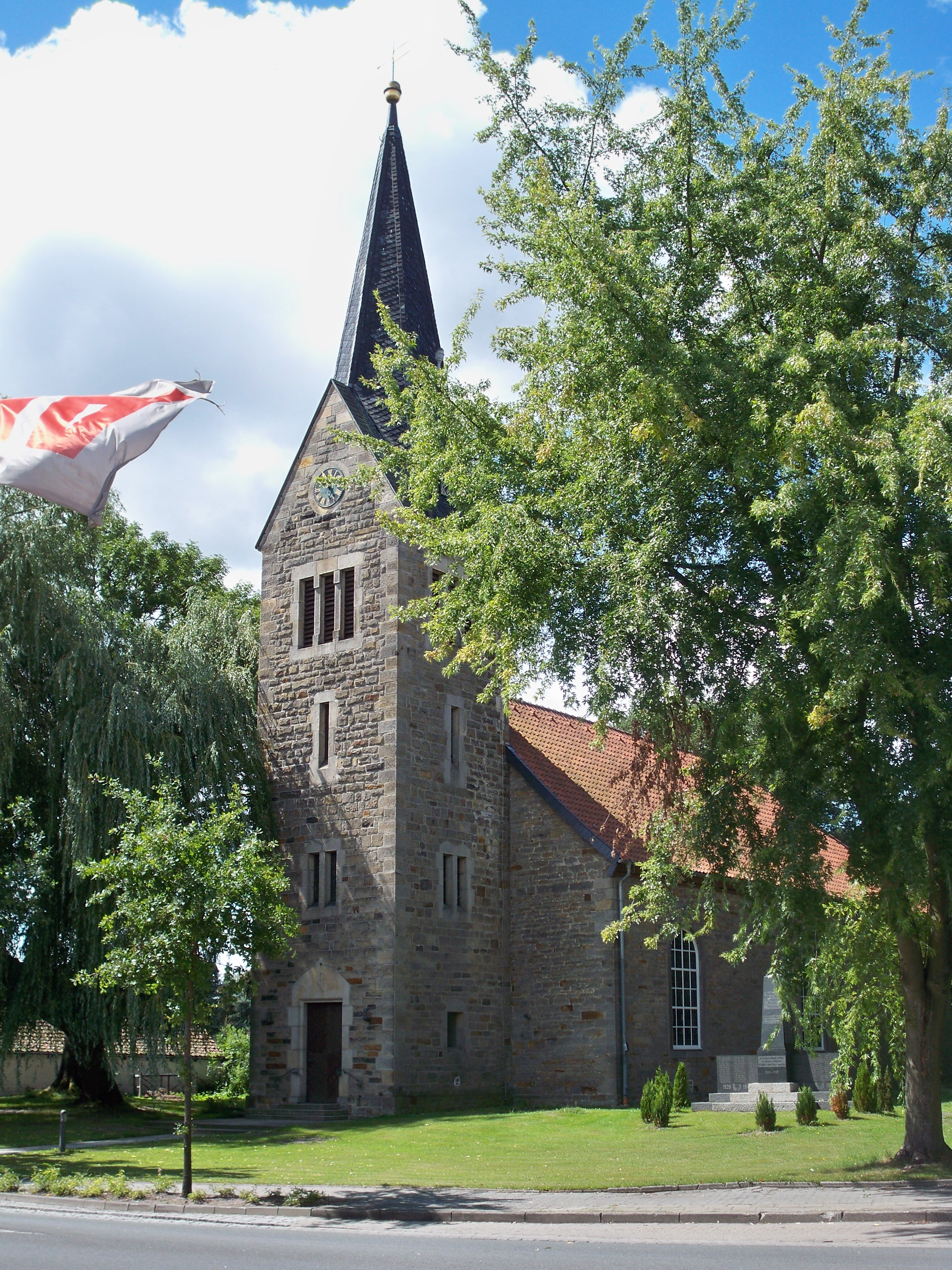
Christuskirche, Parsau
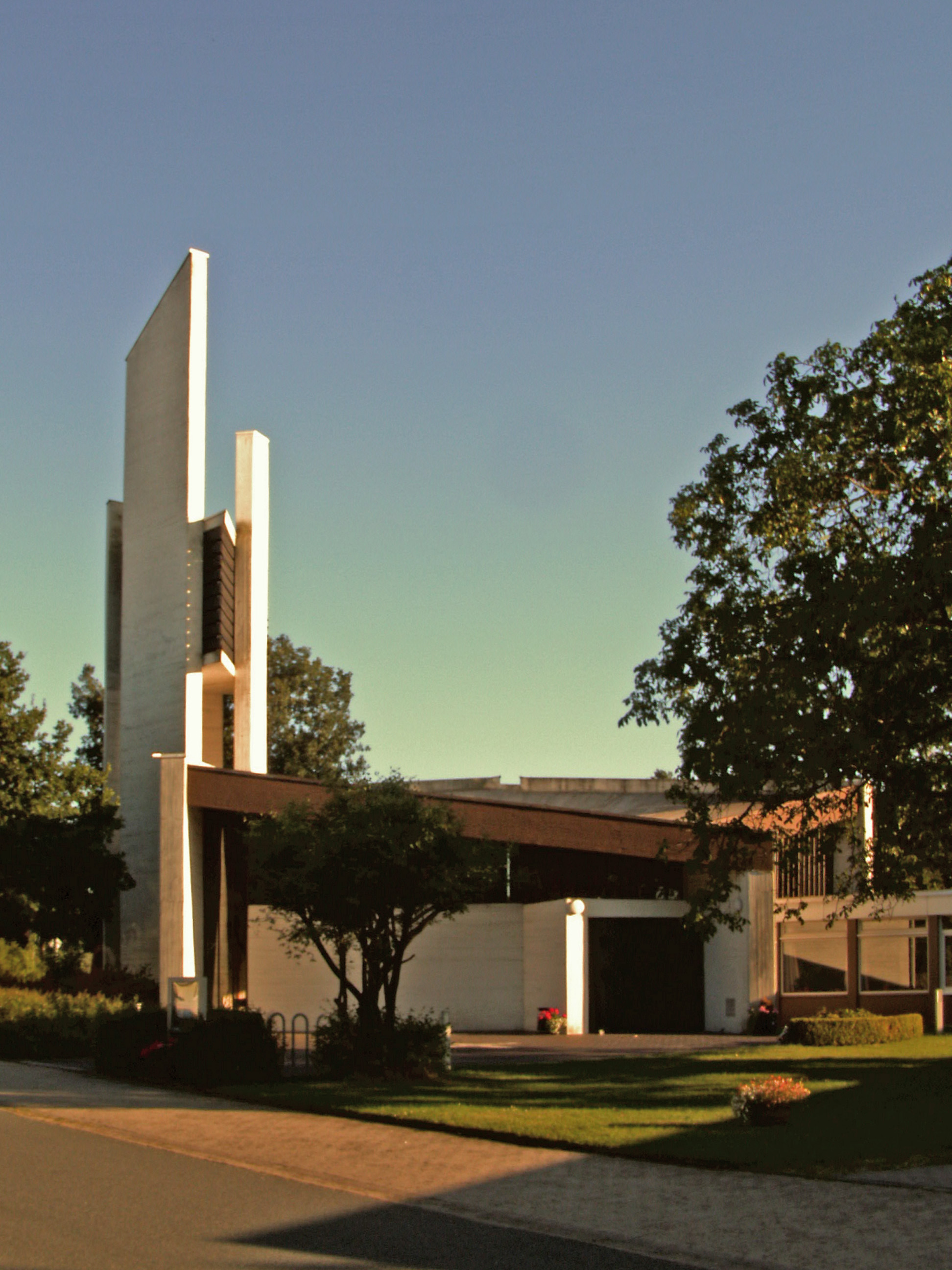
St.-Markus-Kirche, Reislingen
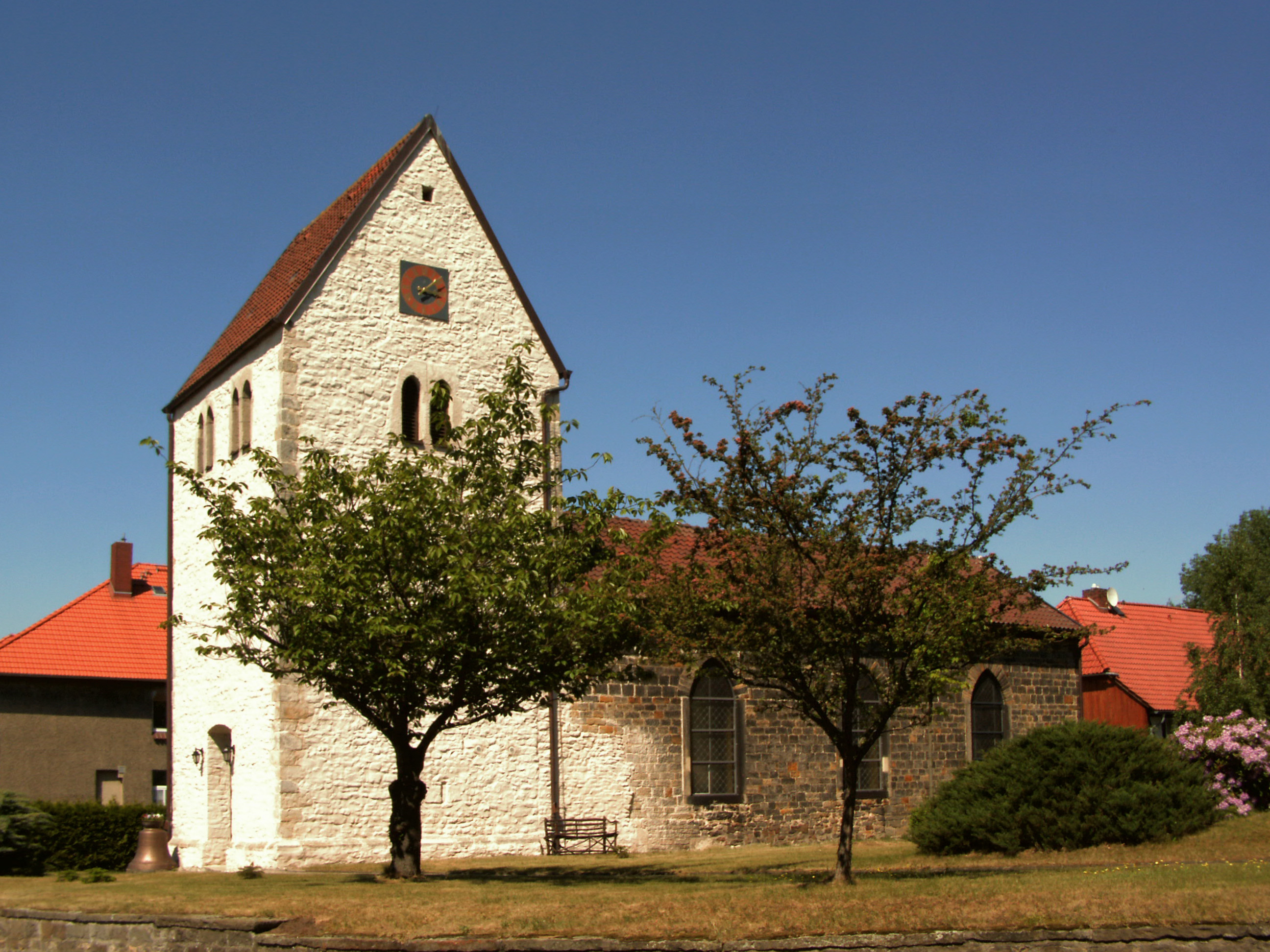
Johannes-Baptista-Kirche, Rickensdorf
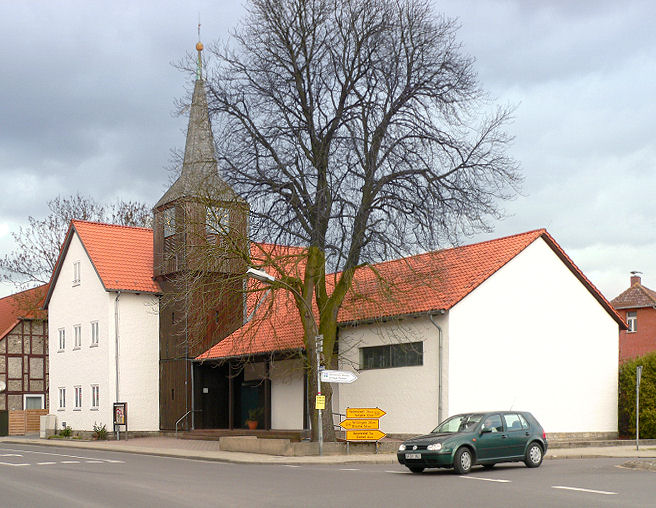
St.-Paulus-Kirche, Rühen
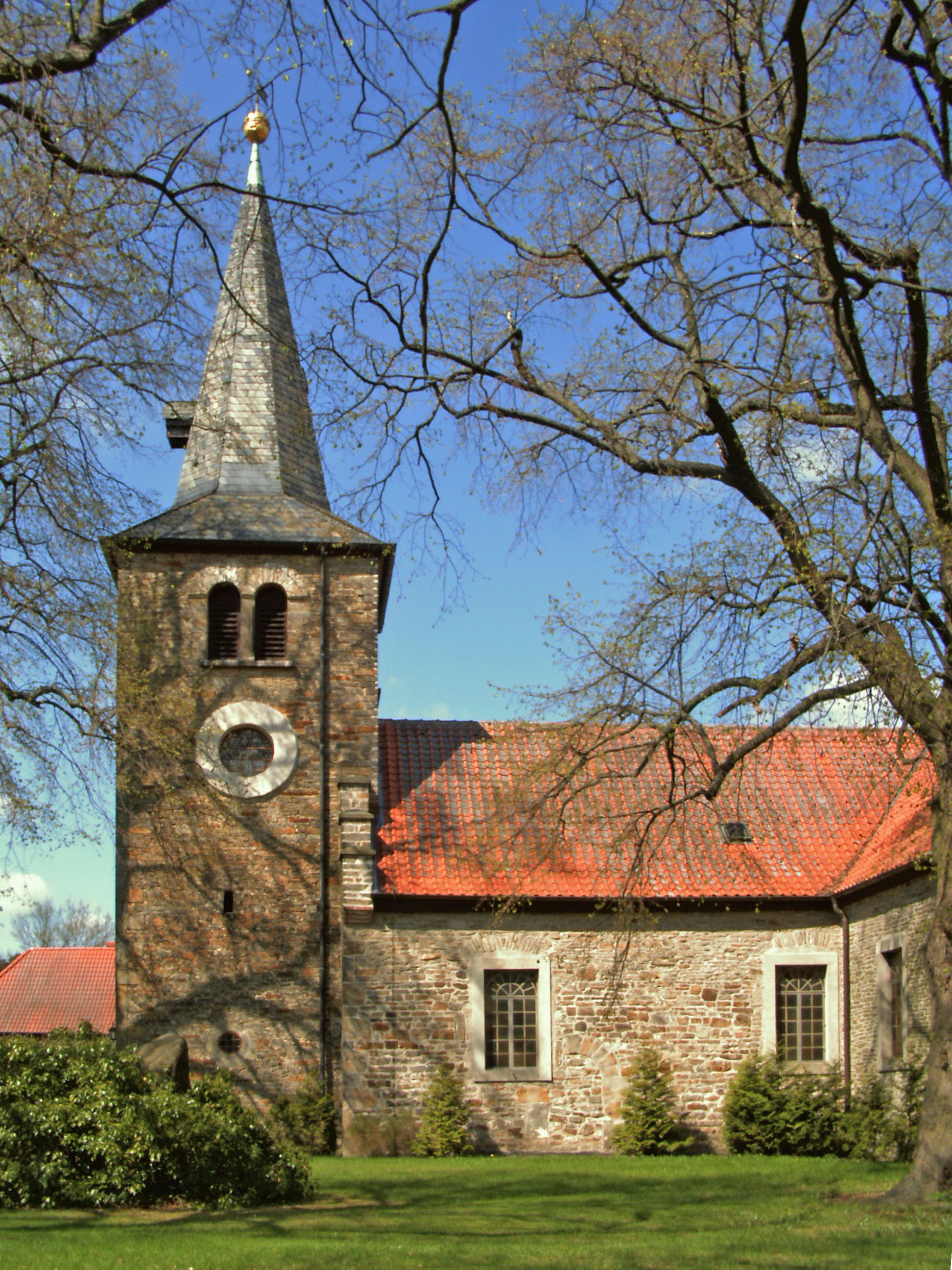
Johannes-Baptista-Kirche, Saalsdorf
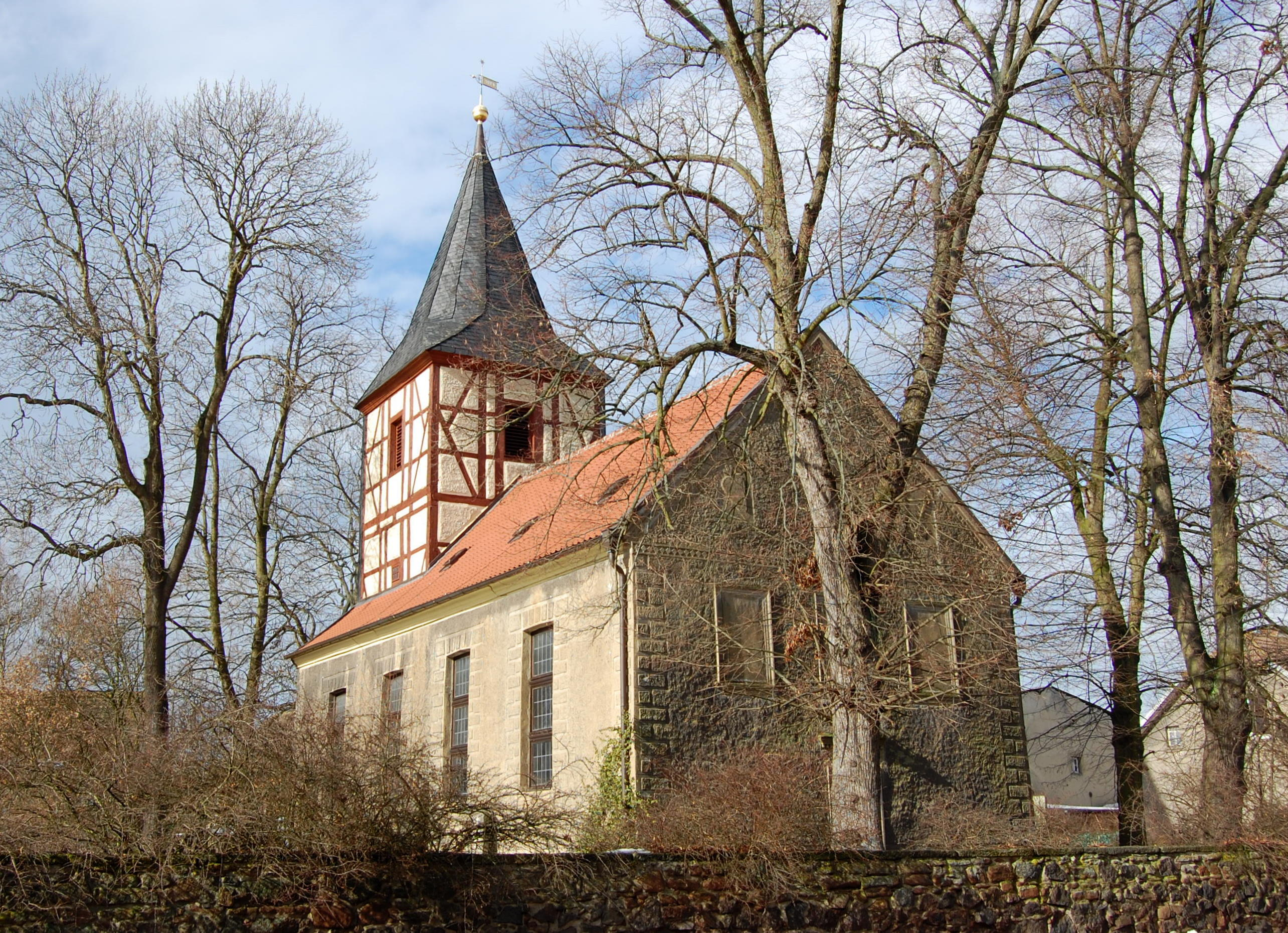
Dorfkirche Uthmöden
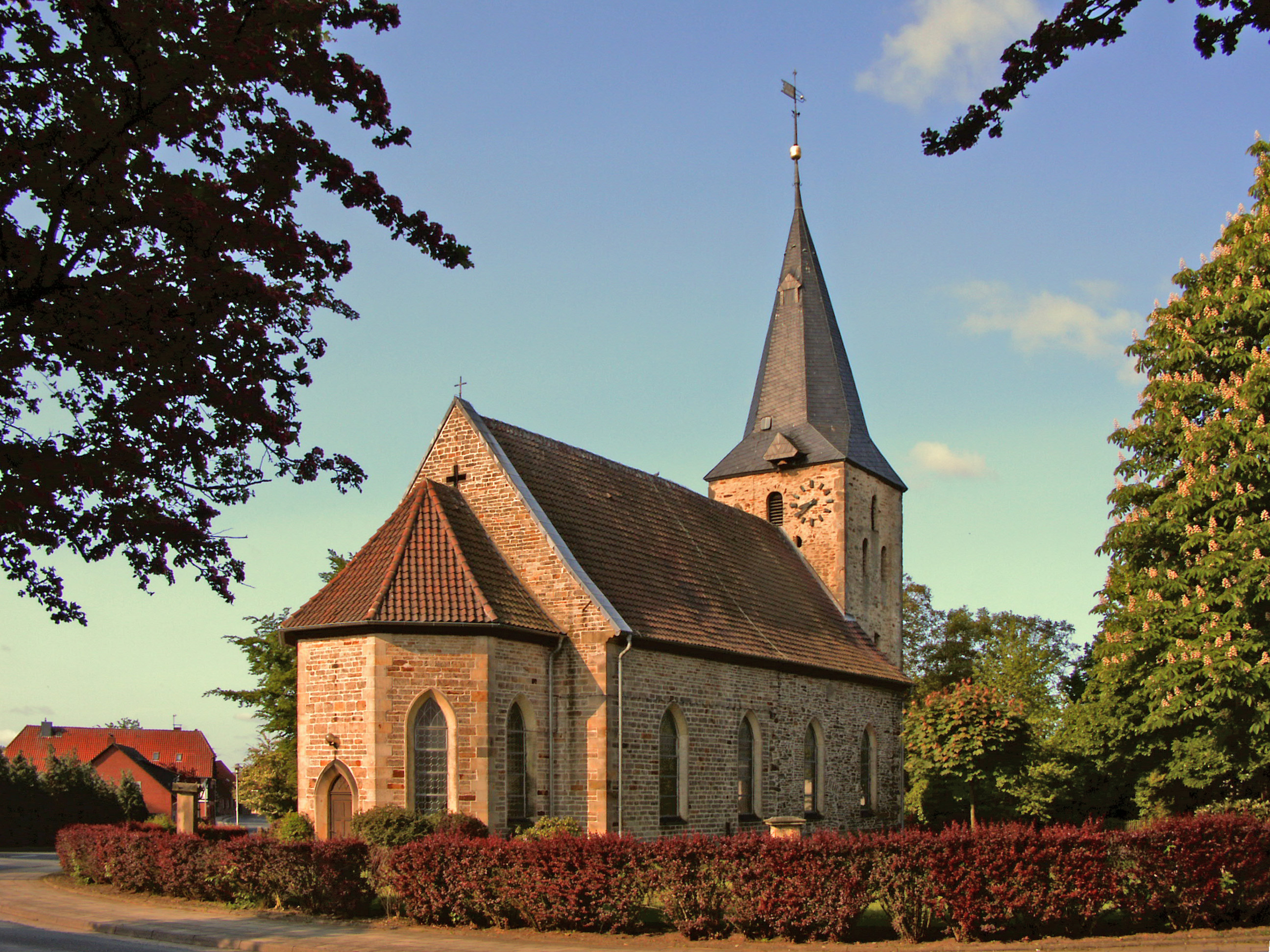
St.-Andreas-Kirche, Velpke
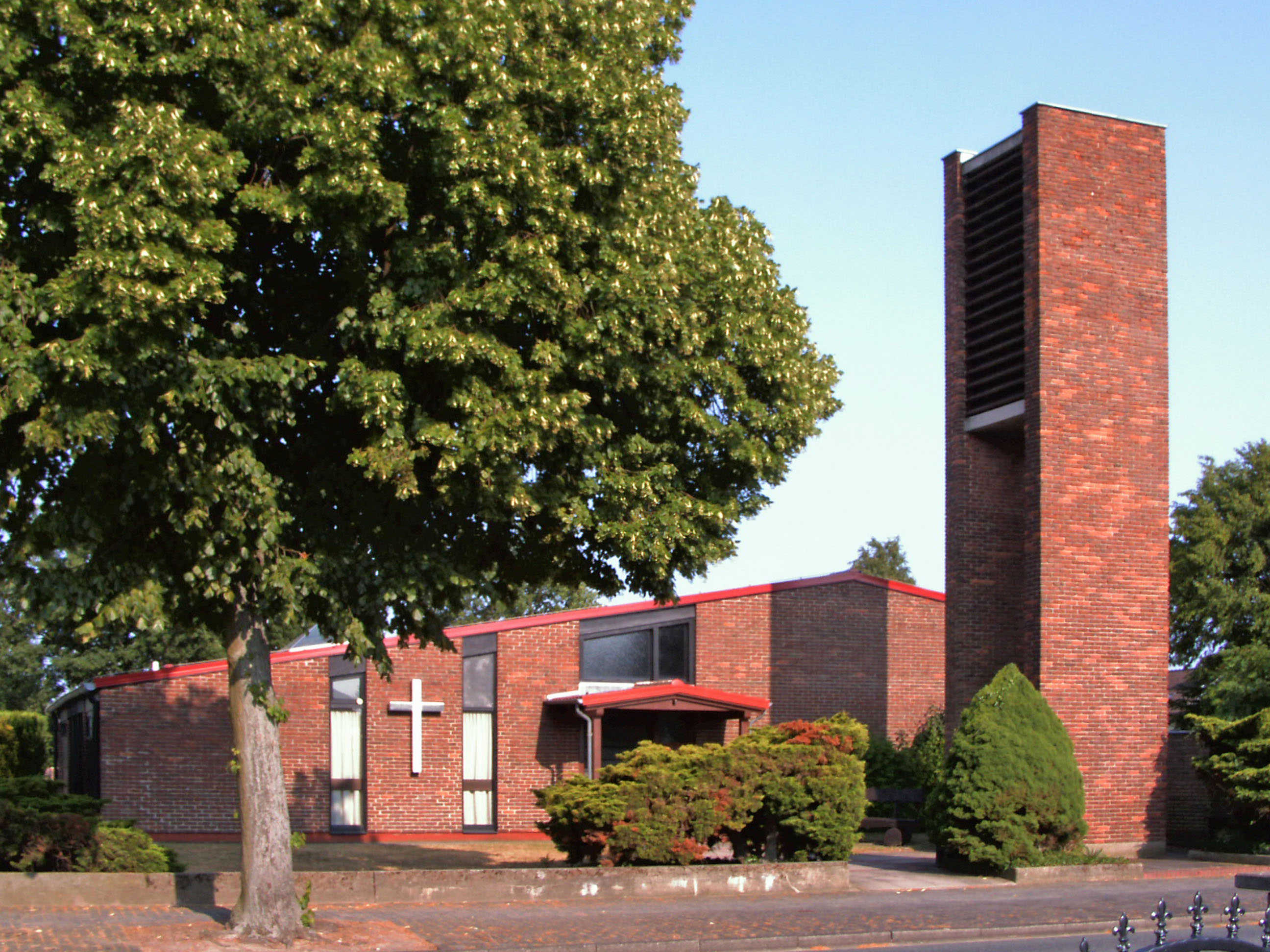
Martin-Luther-Kirche, Velstove
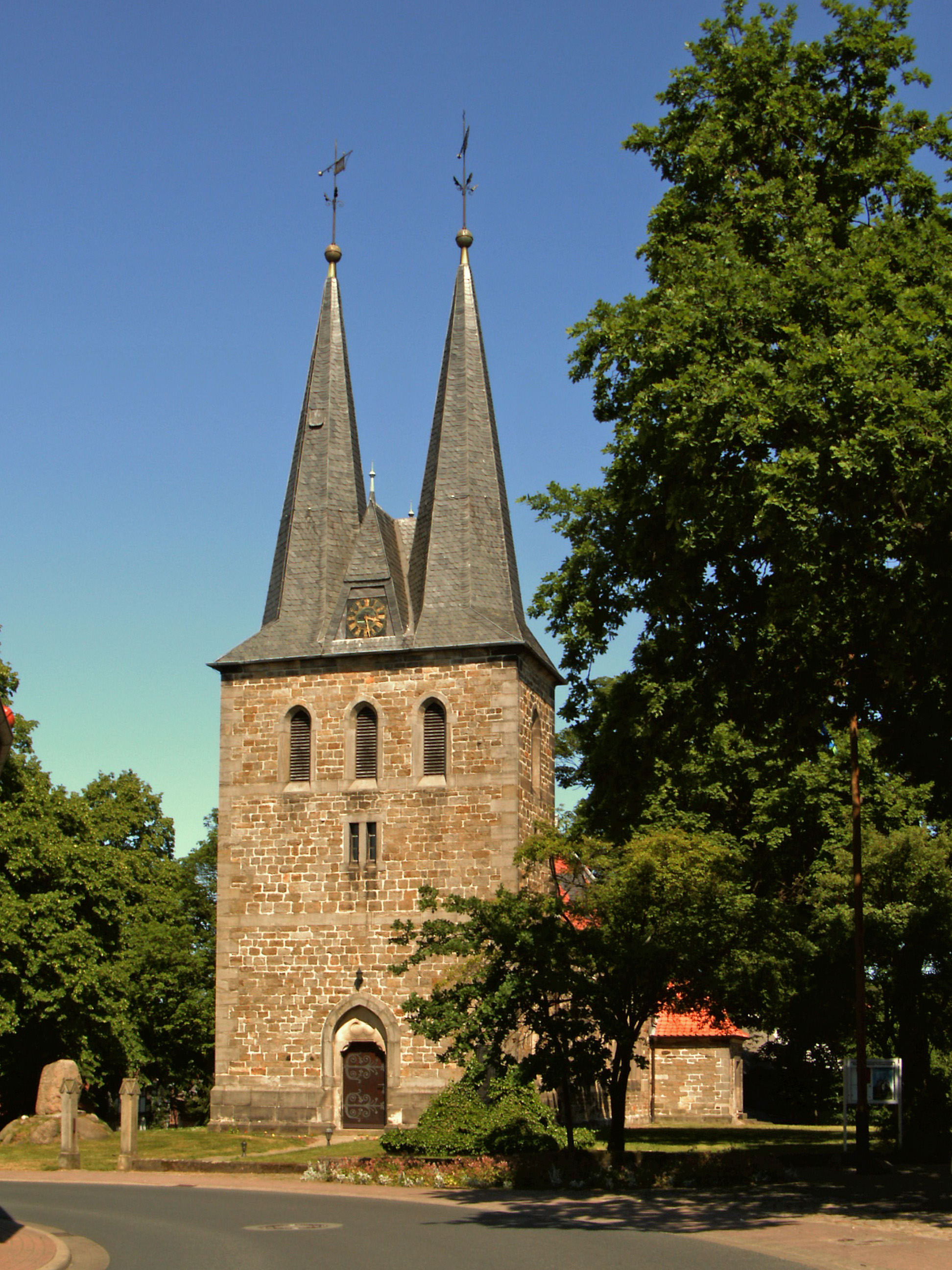
St.-Servatius-Kirche, Volkmarsdorf
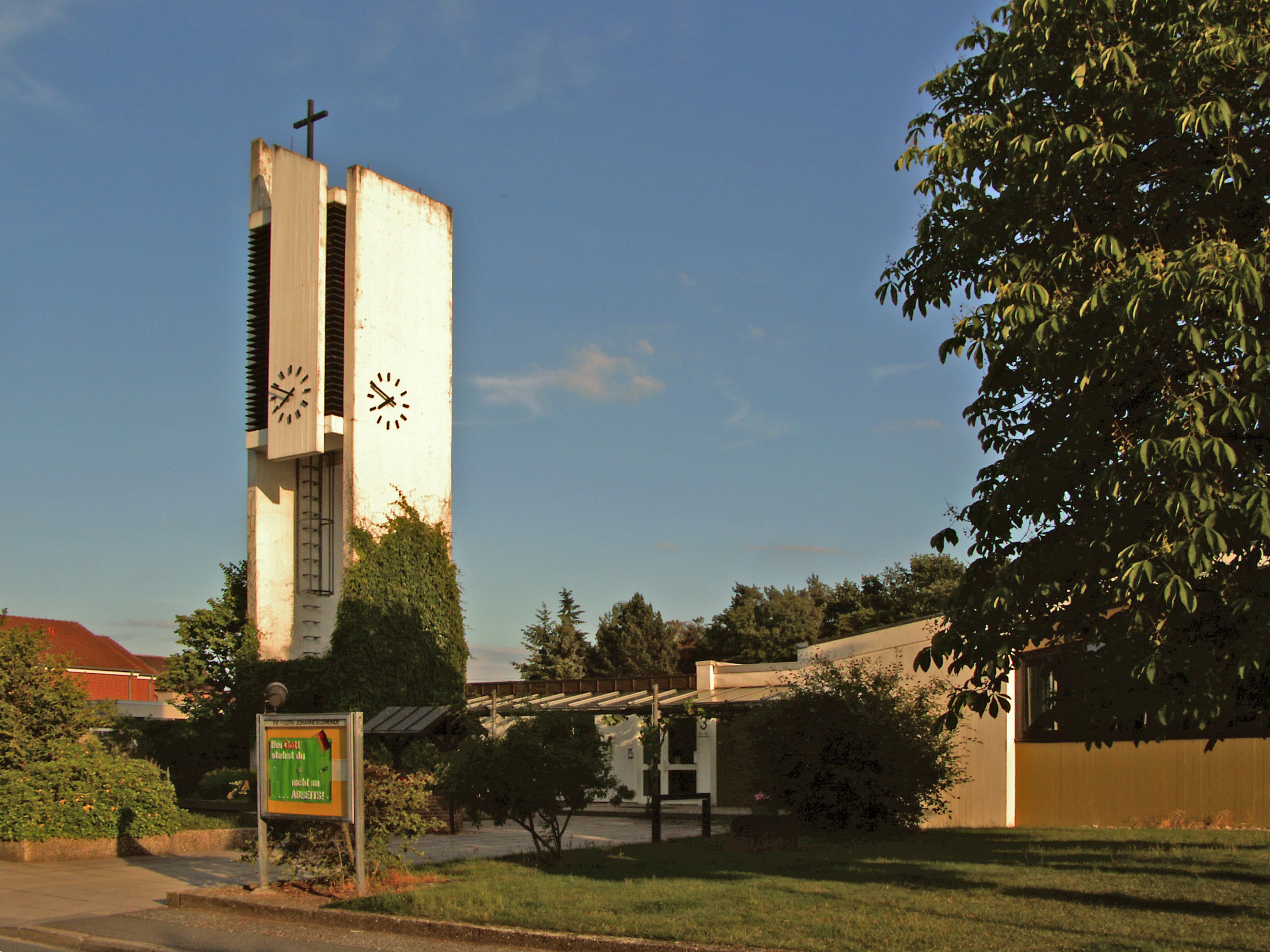
Johanneskirche, Vorsfelde
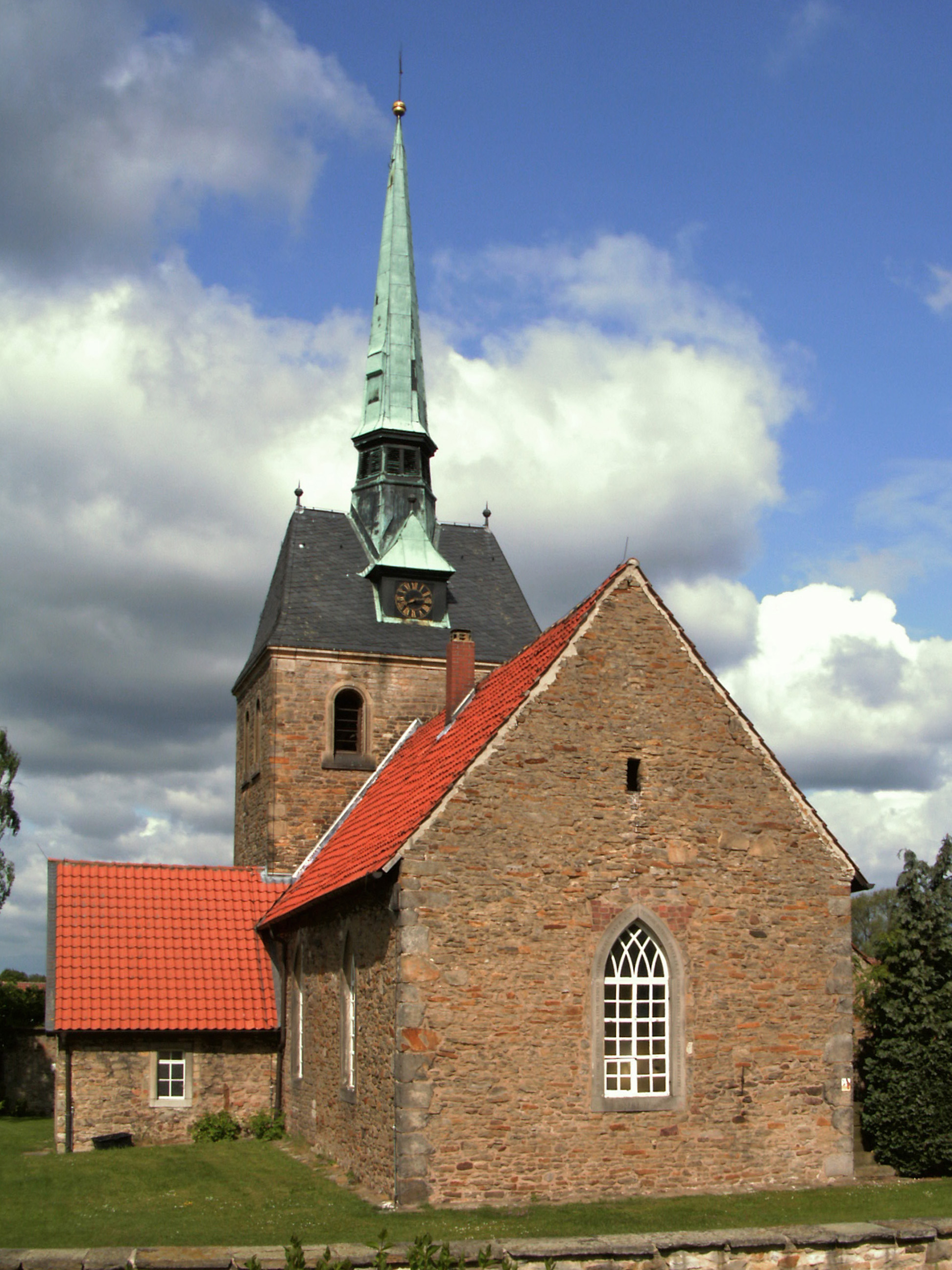
St.-Petri-Kirche, Wahrstedt
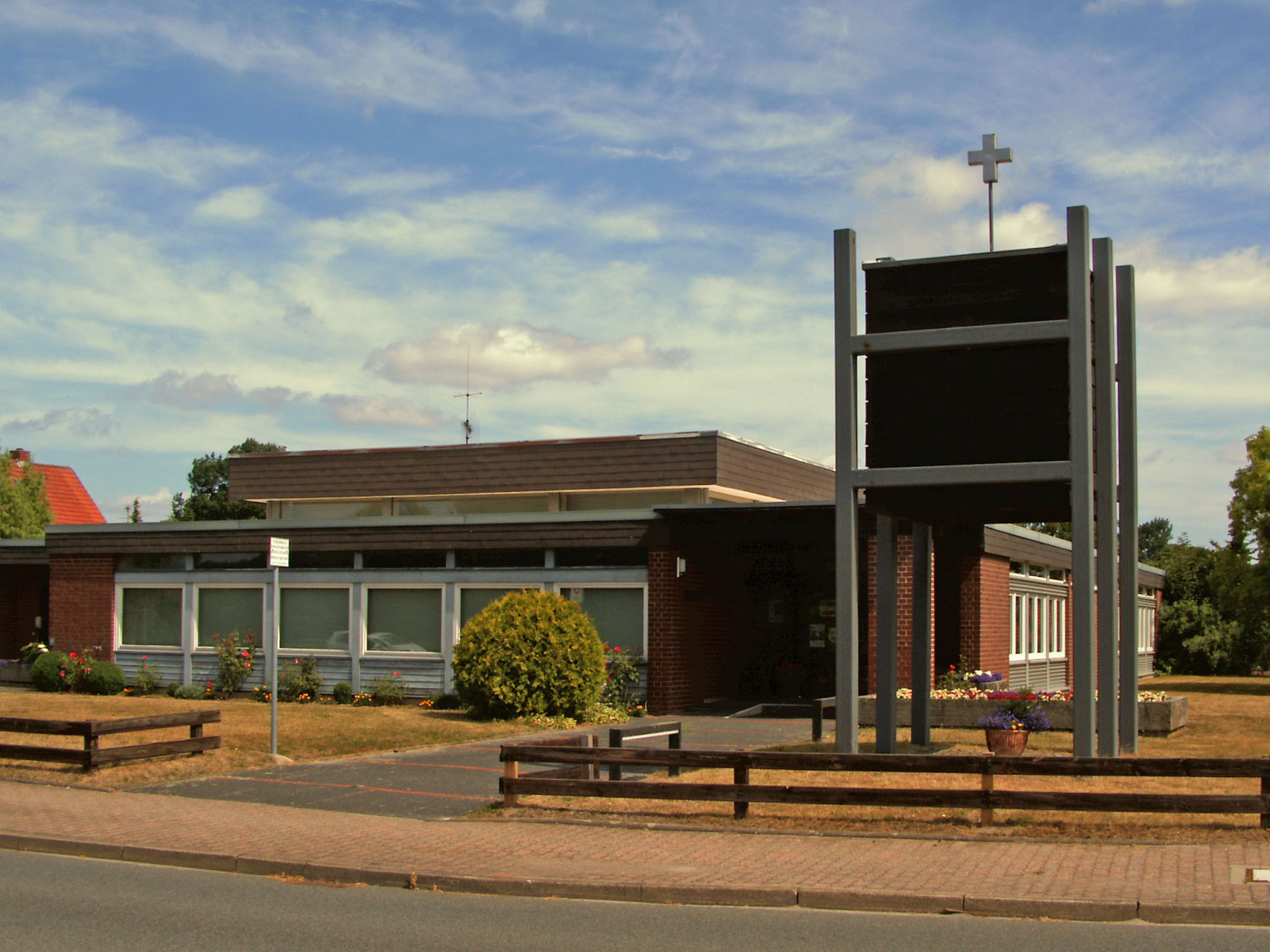
Heiliggeistkirche, Wendschott
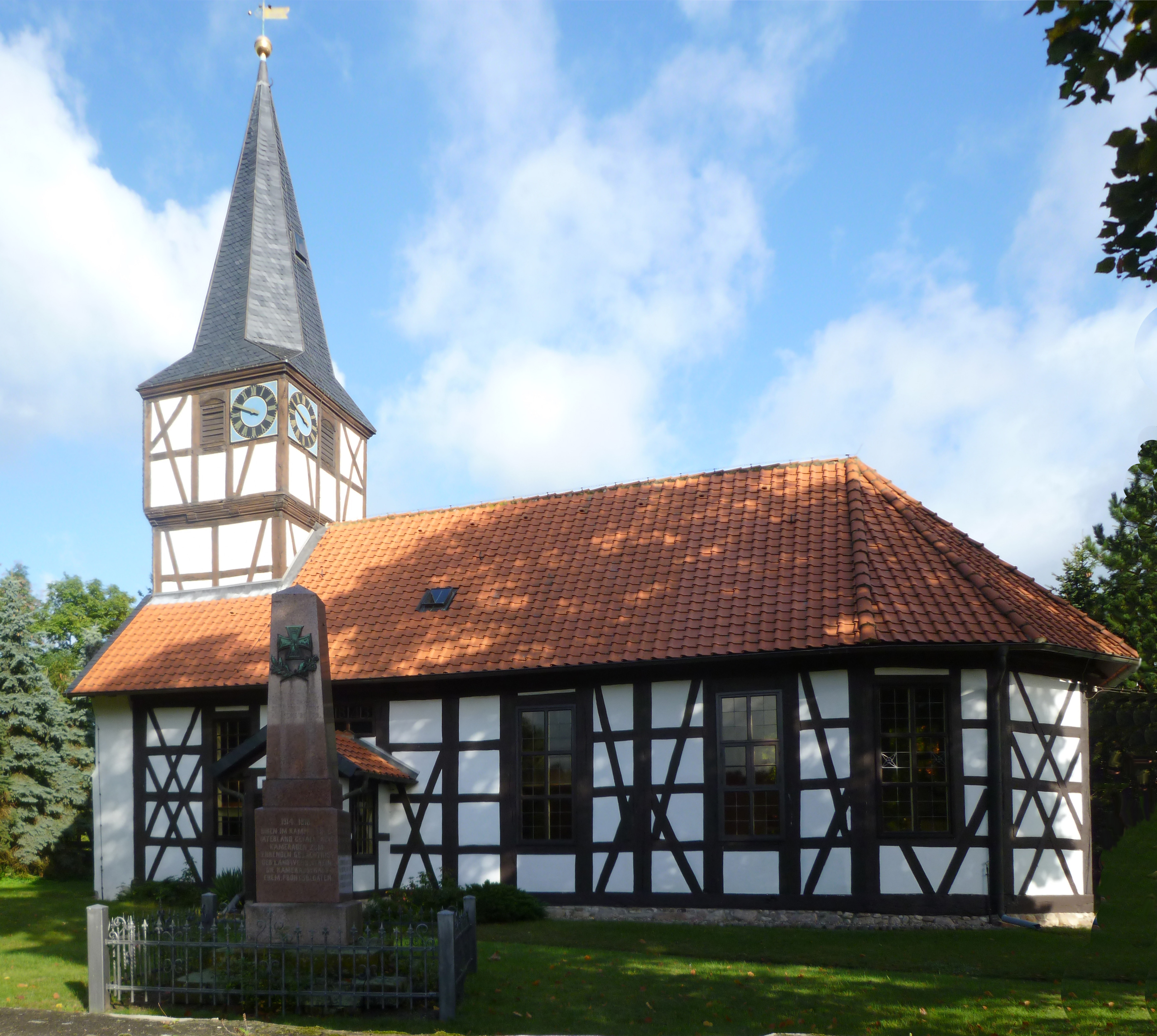
St.-Anna-Kirche, Zobbenitz